# Ciudad Bolívar
Ciudad Bolívar, glavni grad venezuelske države Bolivar, smješten uz rijeku Orinoco. Osnovao ga je 1595. kao utvrđenu luku, Antonio Berrios koji je stigao iz Kolumbije s povjerenstvom za naseljavanja Gvajana. Zbog konstantnih napada Indijanaca Karib i europskih gusara, ovo naselje moralo je tri puta mijenjati lokaciju. Na kraju je 1764. definitivno utvrđen na najužem dijelu Orinoca pod imenom Nueva Guayana de la Angostura del Orinoco. Svoje današnje ime Ciudad Bolívar usvojio je 1846. u čast oslobodioca Simona Bolivara.